# Radnetz Baden-Württemberg

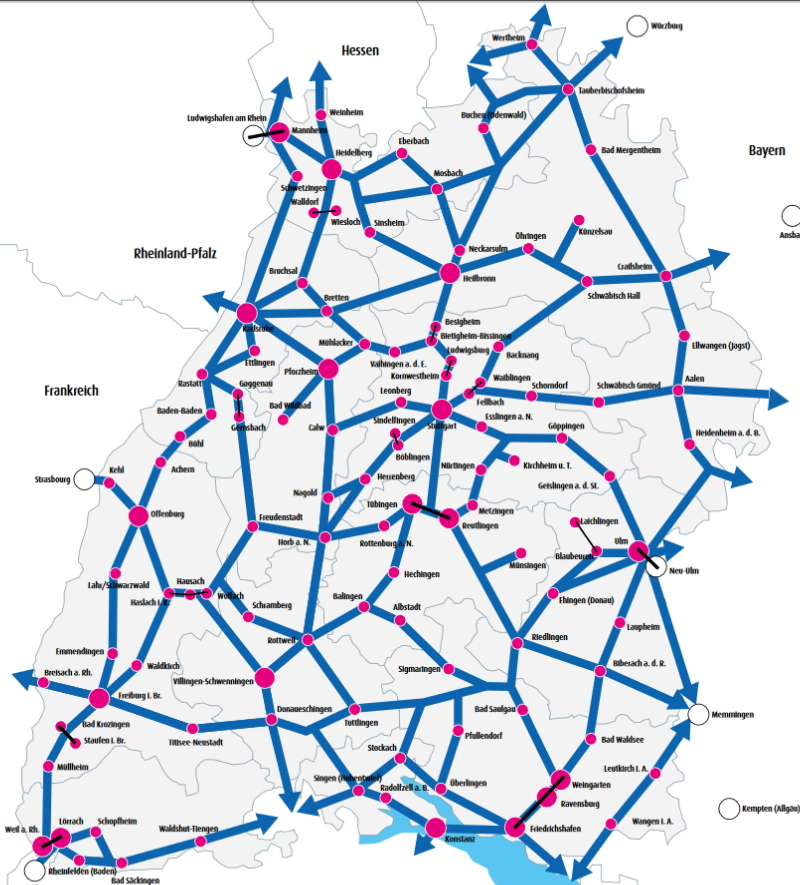
Zielnetz (schematisch)

In Baden-Württemberg gibt es ein landesweites und durchgängig ausgewiesenes Radnetz (Eigenschreibweise RadNETZ BW). Mit rund 8000 Kilometer Länge verbindet das RadNETZ 700 Kommunen, darunter alle Ober- und Mittelzentren, miteinander. Zwischen den angeschlossenen Kommunen soll es „durchgängige und alltagstaugliche Fahrradverbindungen […] entlang der wichtigsten Siedlungsachsen im Land abbilden“. Zudem enthält das Radnetz BW die 21 touristischen Landesradfernwege. Bis zum Jahr 2030 soll der Ausbau abgeschlossen sein.
Mit dem RadNETZ erleichtert das Land Baden-Württemberg das Radfahren im Alltag und unterstützt gleichzeitig den weiteren Ausbau der Fahrradinfrastruktur. Radfahrer profitieren auf den im RadNETZ enthaltenen Strecken von einheitlichen Qualitätsstandards und einer durchgängigen Beschilderung. Diese ermöglichen sicheres Radfahren und einfache Orientierung. Mit Best Practice-Beispielen zum Ausbau erleichtert das Land die Planung des Infrastrukturausbaus vor Ort und ermöglicht die priorisierte Förderung der Maßnahmen.
Über das RadNETZ BW hinaus sollen auf Grundlage des Bedarfsplans für Radwege in Baden-Württemberg bis 2040 über 2.000 km neue Radwege entlang von Bundes- und Landesstraßen (anders als das RadNETZ, welches auch kommunale Radwege enthält) entstehen. Diese Maßnahmen sollen das RadNETZ ergänzen. Alle noch nicht umgesetzte Maßnahmen des RadNETZ sind dort im „Vordringlichen Bedarf“ mit Umsetzungshorizont 2030 enthalten.

## Zielsetzung

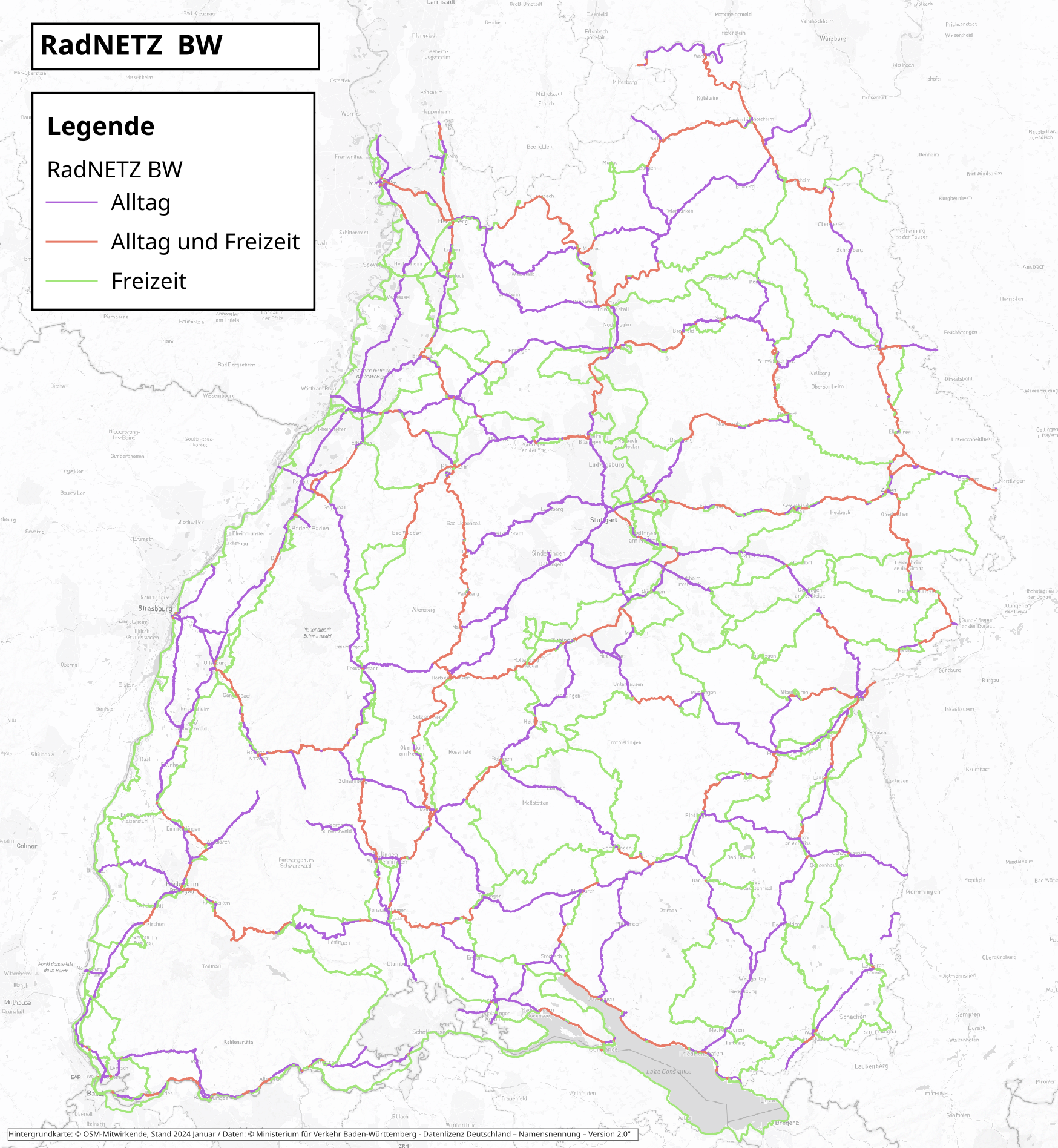
2024 umgesetztes RadNETZ BW

Das RadNETZ trägt zu mehreren Zielen der Radstrategie des Landes Baden-Württemberg bei: Erhöhung der Lebensqualität in Städten durch weniger Emissionen und Lärm, Steigerung des Radverkehrsanteils, Erhöhung der Verkehrssicherheit, Schließung von Lücken im Radnetz, Priorisierung bei der Vergabe von Fördermitteln und Förderung des Radverkehrs im ländlichen Raum sowie des Radtourismus. Zudem bildet das RadNETZ eine qualitativ hochwertige und durchgängige Radinfrastruktur, auf der die kommunalen Netze aufbauen können.

## Qualitätsanforderungen
Bis 2020 sollen alle Wege des Radnetzes inklusive der Landesradfernwege einen gemeinsamen Mindeststandard („Startnetz-Qualität“) erfüllen.
Bei den Landesradfernwegen gilt im Bestand die vorhandene Qualität als ausreichend. Das übrige Radnetz soll auf allen Strecken alltagstauglich und verkehrssicher sein. Dabei werden geringfügige Abstriche gegenüber den Regelungen der Empfehlungen für Radverkehrsanlagen (ERA) toleriert.
Die Qualitätsanforderungen im angestrebten Zielstandard basieren auf den Qualitätsstandards und Musterlösungen des Landes Baden-Württemberg und entsprechendem aktuellen Stand der Technik hinsichtlich gesetzlicher Vorgaben und den Regelwerken der Forschungsgesellschaft für Straßen- und Verkehrswesen e. V. (FGSV).

## Liste der Landesradfernwege Baden-Württemberg
Die 21 Landesradfernwege sind auf der Internet-Seite aktivmobil BW des Landes Baden-Württemberg erläutert, zusätzlich ist eine Übersichtsbroschüre verfügbar.
Im Jahr 2019 hat das Land Baden-Württemberg die Qualitätsoffensive Landesradfernwege gestartet. Diese wurde im Sommer 2022 abgeschlossen. Seitdem sind 20 der 21 Landesradfernwege in Baden-Württemberg vom Allgemeinen Deutschen Fahrrad-Club (ADFC) als Qualitätsrouten ausgezeichnet. Der 21. Landesradfernweg, der Rheinradweg, wurde auf Basis der europäischen Zertifizierungsstandards (ECS) zertifiziert. Im Rahmen der Qualitätsoffensive wurden zudem einige der Landesradfernwege neu konzipiert: Der Württemberger Weinradweg ersetzt den ehemaligen Kraichgau Hohenlohe-Radweg, der Badische Weinradweg ersetzt den Rheintalradweg und der Alb-Neckar-Radweg wurde mit dem Hohenlohe-Ostalb-Radweg zum Württemberger Tälerradweg zusammengelegt. Außerdem wurden der Hohenzollern-Radweg und der Schwäbische Alb-Radweg überarbeitet.
| lfd. Nr. | Radfernweg                              | Länge/km | Start                    | Ziel                    | Aufstieg/Hm | Abstieg/Hm |
| -------- | --------------------------------------- | -------- | ------------------------ | ----------------------- | ----------- | ---------- |
| 1        | Albtäler-Radweg                         | 186      | Amstetten (Rundtour)     | Amstetten (Rundtour)    | 1710        | 1710       |
| 2        | Badischer Weinradweg                    | 468      | Grenzach-Wyhlen          | Laudenbach              | 3321        | 3487       |
| 3        | Bodensee-Radweg                         | *257     | Konstanz (Rundtour)      | Konstanz (Rundtour)     | 1140        | 1140       |
| 4        | Donau-Bodensee-Radweg                   | 156      | Ulm                      | Kressbronn              | 746         | 856        |
| 5        | Donau-Radweg                            | *587     | Donaueschingen           | Passau                  | 384         | 582        |
| 6        | Heidelberg-Schwarzwald-Bodensee-Radweg  | 305      | Heidelberg               | Radolfzell am Bodensee  | 1693        | 1408       |
| 7        | Hohenzollern-Radweg                     | 269      | Weinstadt                | Bodman-Ludwigshafen     | 2125        | 1969       |
| 8        | Kocher-Jagst-Radweg                     | 332      | Aalen (Rundtour)         | Aalen (Rundtour)        | 1920        | 1920       |
| 9        | Radweg Liebliches Taubertal             | 103      | Rothenburg ob der Tauber | Wertheim                | 121         | 432        |
| 10       | Naturpark Radweg Schwarzwald Mitte/Nord | 259      | Freudenstadt (Rundtour)  | Freudenstadt (Rundtour) | 1904        | 1904       |
| 11       | Neckartal-Radweg                        | 374      | Villingen-Schwenningen   | Mannheim                | 671         | 1310       |
| 12       | Oberschwaben-Allgäu-Radweg              | 365      | Ulm (Rundtour)           | Ulm (Rundtour)          | 2161        | 2161       |
| 13       | Odenwald-Madonnen-Radweg                | 179      | Tauberbischofsheim       | Speyer                  | 625         | 700        |
| 14       | Remstal-Radweg                          | 105      | Endersbach               | Aalen                   | 628         | 439        |
| 15       | Rheinradweg                             | *1479    | Andermatt                | Rotterdam               | 5910        | 7350       |
| 16       | Schwäbische Alb-Radweg                  | 415      | Nördlingen               | Bodman-Ludwigshafen     | 4052        | 4031       |
| 17       | Schwarzwald Panorama-Radweg             | 287      | Pforzheim                | Waldshut-Tiengen        | 2033        | 1939       |
| 18       | Stromberg-Murrtal-Radweg                | 166      | Karlsruhe                | Gaildorf                | 1220        | 1000       |
| 19       | Südschwarzwald-Radweg                   | 269      | Hinterzarten (Rundtour)  | Hinterzarten (Rundtour) | 1326        | 1326       |
| 20       | Württemberger Tälerradweg               | 274      | Crailsheim               | Schwäbisch Gmünd        | 1307        | 1454       |
| 21       | Württemberger Weinradweg                | 396      | Niederstetten            | Rottenburg              | 2070        | 2030       |

## Wegweisung
Im September 2022 wurde der letzte Wegweiser des Alltagsnetzes enthüllt. Damit sind nun über 34.500 Wegweiser und 13.000 Schilderstandorte installiert worden und das Alltagsnetz ist durchgängig und flächendeckend beschildert. Das RadNETZ Freizeit ist im Jahr 2023 fertig beschildert worden. Die durchgängige Beschilderung erleichtert Radfahrern die Orientierung und führt sie gezielt auf ausgebaute Abschnitte.
Im Rahmen der Radnetz Beschilderung wurde zudem die Wegweisung der Radwege in Baden-Württemberg vereinheitlicht. Basis hierfür sind die Standards „Wegweisende Beschilderung für den Radverkehr Baden-Württemberg“. Damit ist Baden-Württemberg eines der ersten Bundesländer, das über die bundesweiten Regelwerke hinaus die wegweisende Beschilderung vereinheitlicht.

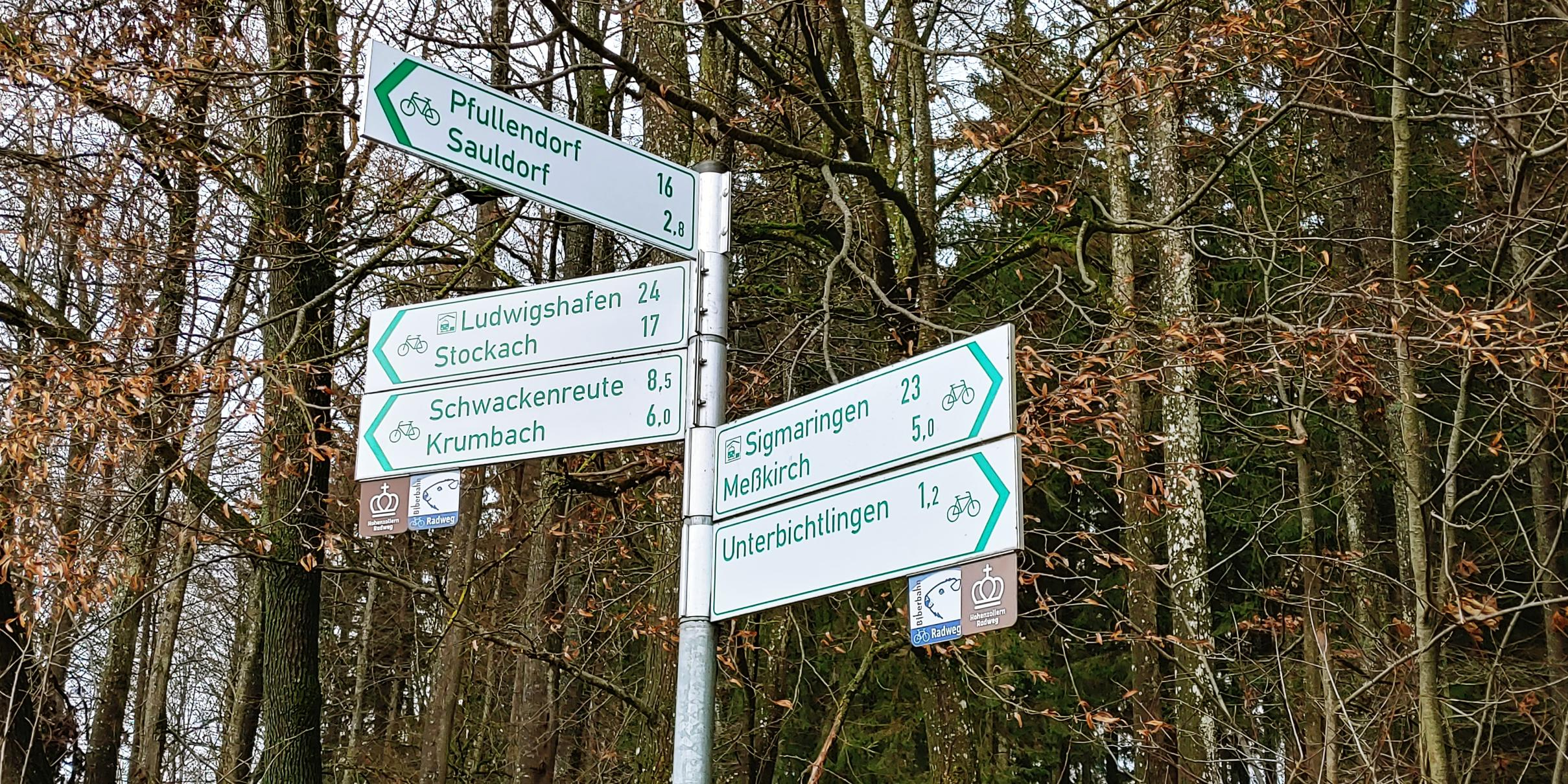
Pfeilwegweiser (Zieltafeln zeigen in Richtung des Weges)
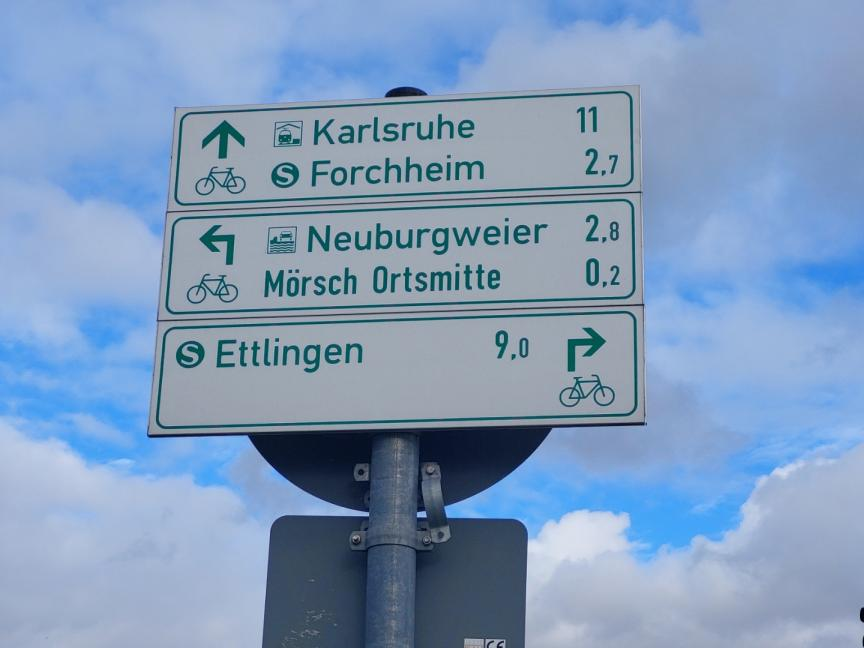
Tabellenwegweiser (Richtung des Weges wird durch Pfeile deutlich gemacht, die Zieltafeln sind flach)
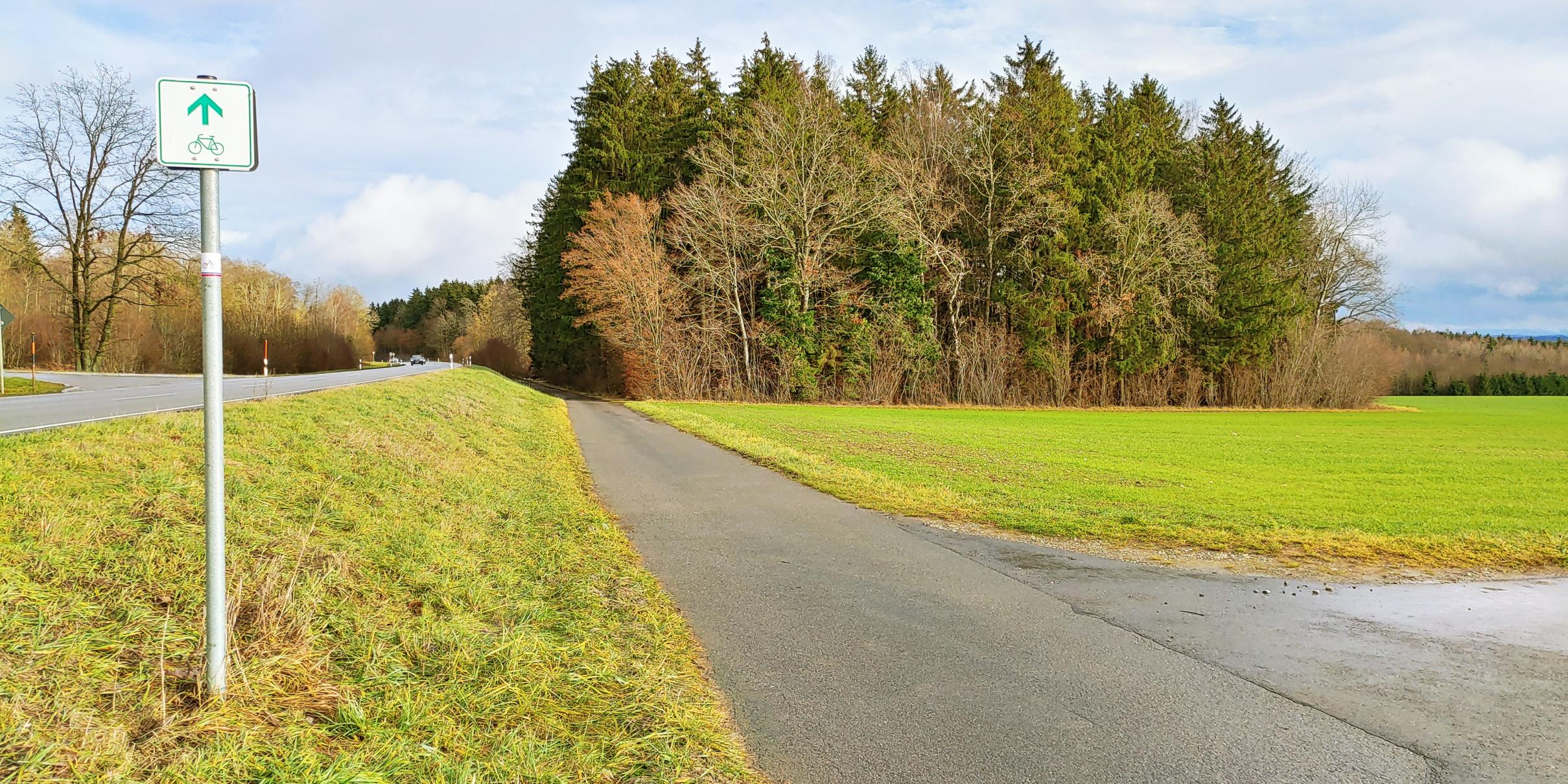
Zwischenwegweiser (nur ein Pfeil zeigt die Richtung des Weges)
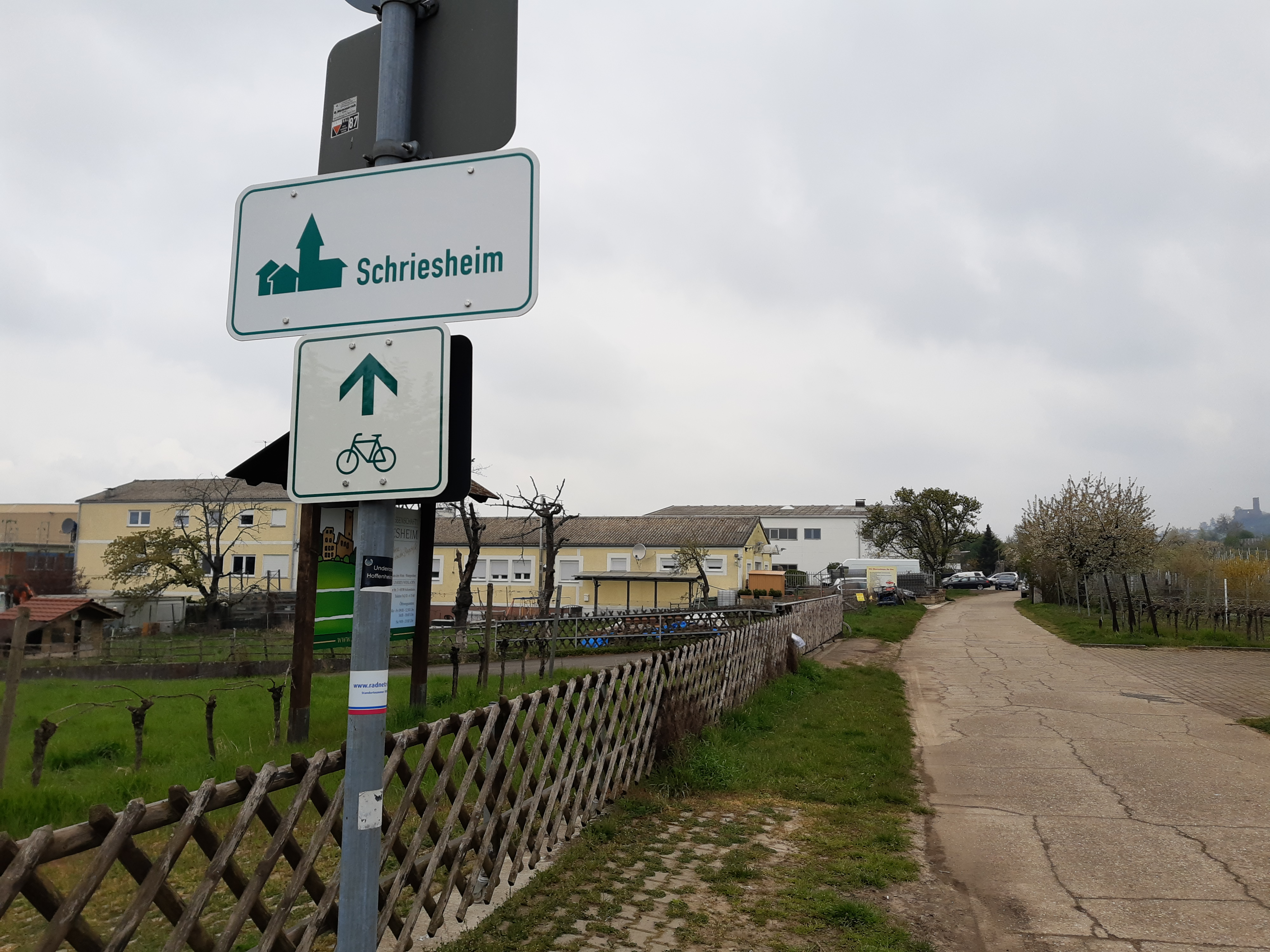
Ortshinweisschild (Dies ist die Standardform, je nach Region Abweichungen im Design möglich)
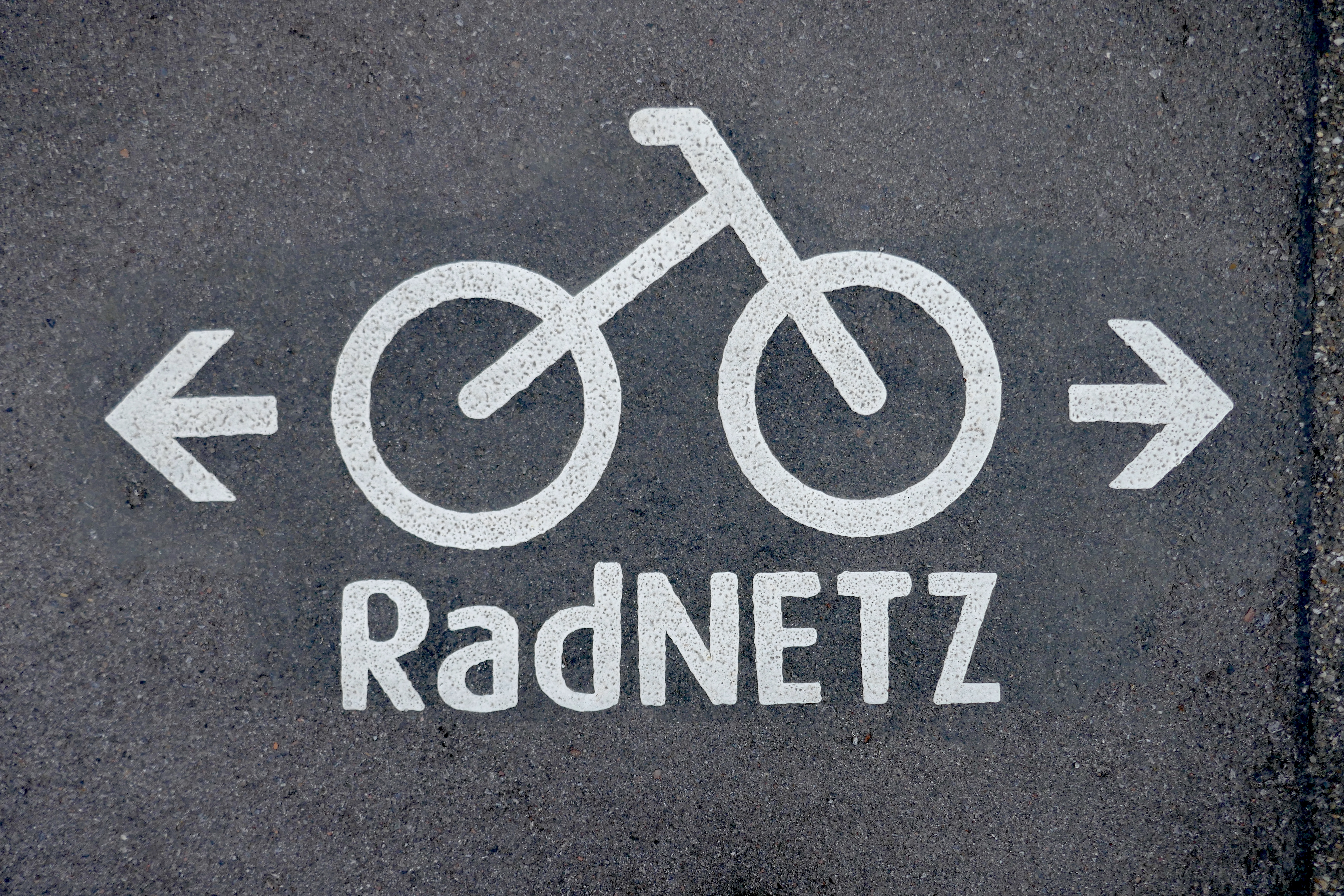
Bodenmarkierung
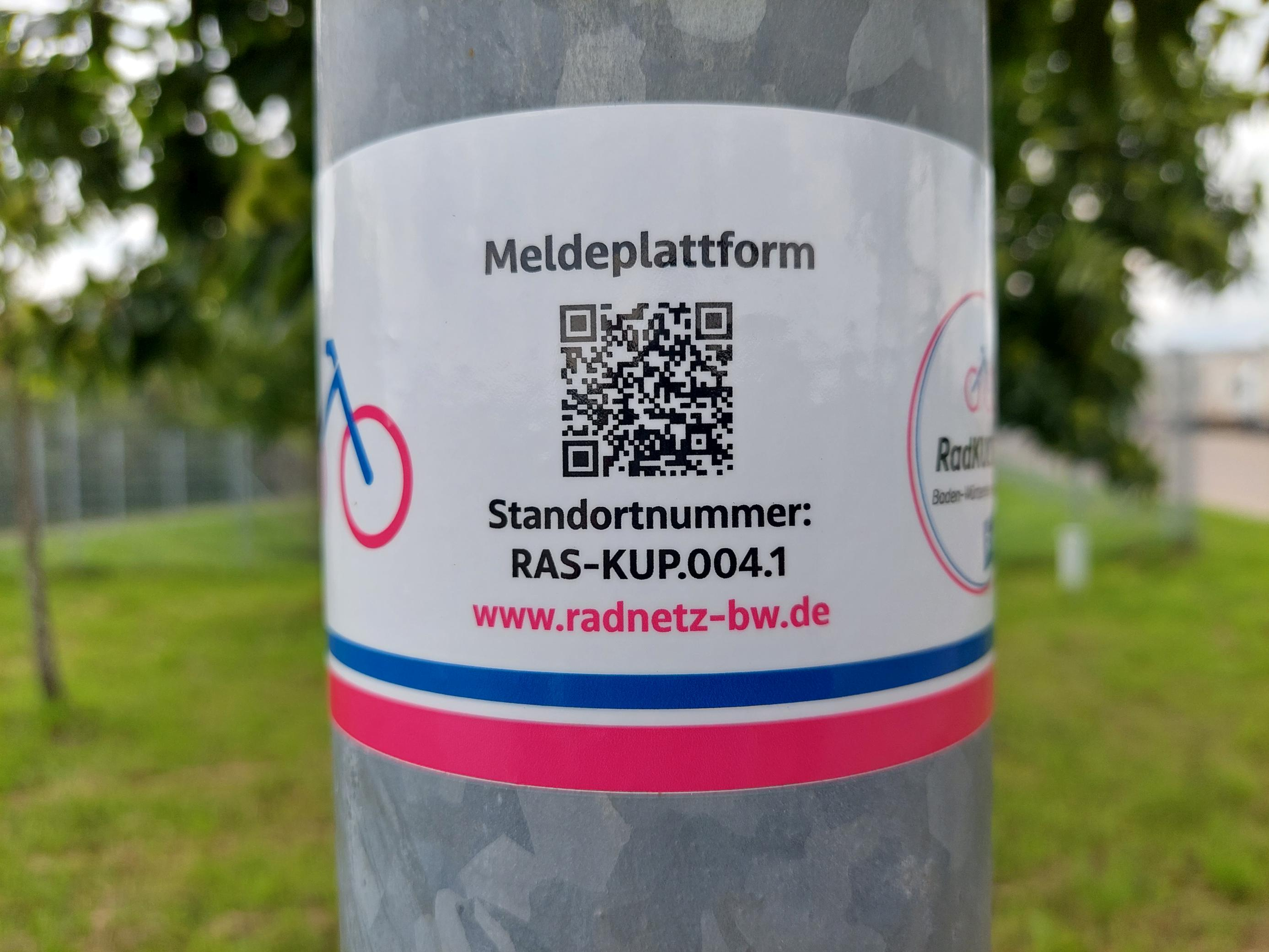
Standortaufkleber Banderole

Als Teil des RadRoutenplaner Baden-Württemberg wird derzeit eine Meldeplattform aufgebaut, über die Mängel an der wegweisenden Beschilderung gemeldet werden können. Zur Identifizierung des Standorts ist an allen Schildern eine Banderole mit einer eindeutigen Standortnummer angebracht. Bis zur Fertigstellung der Plattform hat das Land eine zentrale E-Mail-Adresse eingerichtet, über die Mängel gemeldet werden können. 

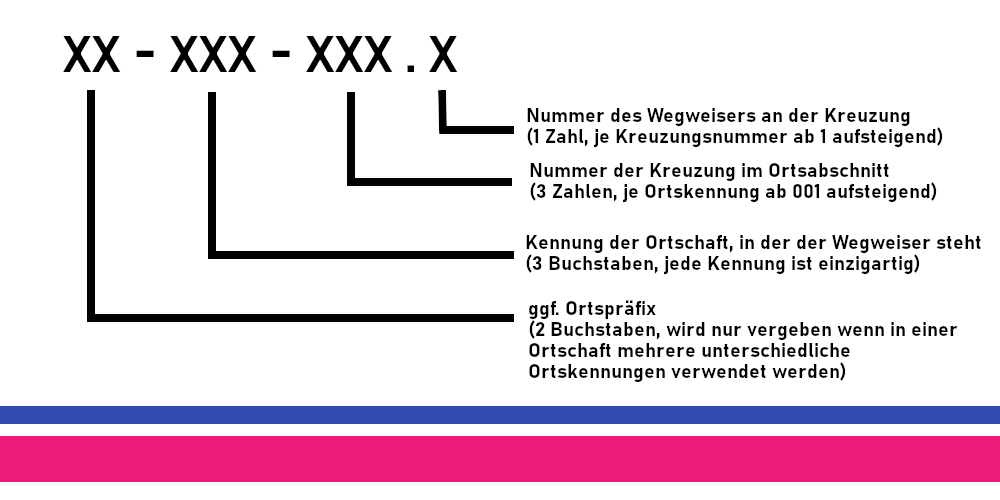
Schema der Wegweisung auf den Aufklebern